# КуПС (футбольний клуб)
КуПС (фін. Kuopion Palloseura, або скорочено KuPS) — фінський футбольний клуб з міста Куопіо, що грає у найвищому дивізіоні чемпіонату Фінляндії — Вейккауслізі.

## Історія
Футбольний клуб «Куопіон Паллосеура» був офіційно заснований 16 березня 1923 року, на основі футбольної команди, яка з 1915 року входила в систему «Куопіон Рейпас», спортивного клубу, в якому грали в різні командні види спорту. Після закінчення громадянської війни в Фінляндії в керівництві «Куопіон Рейпас» відбулися ряд суперечок, за підсумками яких кілька спортивних колективів стали самостійними клубами, в тому числі і «Куопіон Паллосеура».

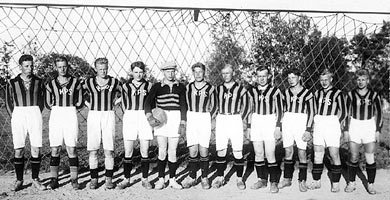
Перший склад команди. 1923 рік.

Протягом 1920-х років КуПС грав здебільшого з місцевими командами, поки в 1930 році не виграв чемпіонат свого округу Саво, завдяки чому і потрапив у другій дивізіон Фінляндії. КуПС знадобилося більше 15 років, аби вийти до найвищого дивізіону Фінляндії. Вперше там вони зіграли у сезоні 1947/48, втім посівши передостаннє 7 місце команда одразу вилетіла назад. А вже на сезон 1949 року клуб знову повернувся до еліти, і цього разу залишався у вищому дивізіоні 44 сезони. За цей час команда п'ять разів вигравала чемпіонат Фінляндії (1956, 1958, 1966, 1974, 1976) та двічі (1968, 1989) Кубок Фінляндії. За підсумками сезону 1992 року команда посіла останнє місце і вилетіла з вищого дивізіону.
В наступні роки КуПС став командою-ліфтом, то повертаючись до вищого дивізіону, де виступав у 1994, 2001—2003 та 2005—2006 роках, то знову вилітаючи з нього, а сезон 1998 року команда провела взагалі у третьому дивізіоні Фінляндії.
У 2006 році КуПС вчергове вилетів з вищого дивізіону і був на межі банкрутства, від якого клуб врятував виконавчий директор інвестиційного банку ICECAPITAL Арі Лахті, збільшивши свою частку до 95 %. З новим власником команда посіла 1 місце у другому дивізіоні і цього разу надовго повернулась до еліти, де стала боротись за медалі.
У 2019 КуПС вперше з 1976 року виграв чемпіонат Фінляндії. Завдяки цьому вони вийшли до кваліфікації Ліги чемпіонів, з якої, щоправда, одразу вилетіли, прогоравший розгромно Фінляндії норвезькому «Молде» (0:5). 

## Досягнення
Вейккаусліга: (7)
- Переможець: 1956, 1958, 1966, 1974, 1976, 2019, 2024

Кубок Фінляндії: (5)
- Переможець: 1968, 1989, 2021, 2022, 2024

Кубок ліги: (1)
- Переможець: 2006

## Склад команди
Станом на 1 вересня 2021.

| №  | Поз. | Нац.      | Гравець               |
| -- | ---- | --------- | --------------------- |
| 1  | ВР   | Фінляндія | Отсо Віртанен         |
| 3  | ЗХ   | Фінляндія | Діого Томас           |
| 6  | ЗХ   | Фінляндія | Саку Саволайнен       |
| 8  | ПЗ   | Фінляндія | Себастіан Дальстрем   |
| 10 | ПЗ   | Франція   | Жордан Себбан         |
| 11 | ПЗ   | Латвія    | Яніс Ікаунєкс         |
| 13 | НП   | Нігерія   | Аніекпено Удо         |
| 14 | ПЗ   | Фінляндія | Антон Попович         |
| 15 | ПЗ   | Фінляндія | Оскарі Саллінен       |
| 16 | ЗХ   | Фінляндія | Самулі Міеттінен      |
| 17 | ПЗ   | Фінляндія | Іїро Ярвінен          |
| 18 | ЗХ   | Фінляндія | Юхо Пірттійокі        |
| 19 | ПЗ   | Гана      | Бісмарк Аджей-Боатенг |
| 20 | НП   | Фінляндія | Артту Хейнонен        |
| 21 | ВР   | Австрія   | Йоганнес Крайдль      |
| 22 | ЗХ   | Фінляндія | Генрі Тойвомякі       |

| №  | Поз. | Нац.      | Гравець              |
| -- | ---- | --------- | -------------------- |
| 23 | ЗХ   | Венесуела | Даніель Каррільйо    |
| 24 | ЗХ   | Фінляндія | Танелі Гейсканен     |
| 25 | ПЗ   | Фінляндія | Урхо Ніссіля         |
| 26 | ПЗ   | Фінляндія | Аксель Від'єског     |
| 28 | ЗХ   | Фінляндія | Їрі Ніссінен         |
| 29 | НП   | Фінляндія | Сантері Хаарала      |
| 30 | ЗХ   | Фінляндія | Йоель Вартіайнен     |
| 32 | НП   | Фінляндія | Еету Ріссанен        |
| 33 | ЗХ   | Фінляндія | Танелі Гямяляйнен    |
| 34 | ПЗ   | Фінляндія | Вільямі Айттокоскі   |
| 35 | ПЗ   | Фінляндія | Альберт Вауконен     |
| -  | ЗХ   | Камерун   | Макдональд Нгва Ніба |
| -  | ЗХ   | Нігерія   | Генрі Узочукву       |

## Виступи у єврокубках
| Сезон   | Турнір                       | Раунд                        | Країна     | Клуб                          | Рахунок         | Заг. рах.      |
| ------- | ---------------------------- | ---------------------------- | ---------- | ----------------------------- | --------------- | -------------- |
| 1959–60 | Кубок європейських чемпіонів | Попередній раунд             | ФРН        | Айнтрахт (Франкфурт-на-Майні) | КуПС відмовився |                |
| 1967–68 | Кубок європейських чемпіонів | Попередній раунд             | Франція    | Сент-Етьєн                    | 0-2, 0-3        | 0-5            |
| 1969–70 | Кубок кубків                 | Перший раунд                 | Португалія | Академіка (Коїмбра)           | 0-1, 0-0        | 0-1            |
| 1975–76 | Кубок європейських чемпіонів | Перший раунд                 | Польща     | Рух (Хожув)                   | 0-5, 2-2        | 2-7            |
| 1976–77 | Кубок УЄФА                   | Перший раунд                 | Швеція     | Естер (Векше)                 | 3-2, 0-2        | 3-4            |
| 1977–78 | Кубок європейських чемпіонів | Перший раунд                 | Бельгія    | Брюгге                        | 0-4, 2-5        | 2-9            |
| 1978–79 | Кубок УЄФА                   | Перший раунд                 | Данія      | Б 1903                        | 2-1, 4-4        | 6-5            |
| 1978–79 | Кубок УЄФА                   | Другий раунд                 | Данія      | Есб'єрг                       | 0-2, 1-4        | 1-6            |
| 1980–81 | Кубок УЄФА                   | Перший раунд                 | Франція    | Сент-Етьєн                    | 0-7, 0-7        | 0-14           |
| 1990–91 | Кубок кубків                 | Перший раунд                 | СРСР       | Динамо (Київ)                 | 2-2, 0-4        | 2-6            |
| 2011–12 | Ліга Європи УЄФА             | Другий кваліфікаційний раунд | Румунія    | Газ Метан                     | 1-0, 0-2        | 1-2            |
| 2012–13 | Ліга Європи УЄФА             | Перший кваліфікаційний раунд | Уельс      | Лланеллі                      | 2-1, 1-1        | 3-2            |
| 2012–13 | Ліга Європи УЄФА             | Другий кваліфікаційний раунд | Ізраїль    | Маккабі (Нетанья)             | 0-1, 2-1        | 2-2            |
| 2012–13 | Ліга Європи УЄФА             | Третій кваліфікаційний раунд | Туреччина  | Бурсаспор                     | 1-0, 0-6        | 1-6            |
| 2018–19 | Ліга Європи УЄФА             | Перший кваліфікаційний раунд | Данія      | Копенгаген                    | 0–1, 1–1        | 1–2            |
| 2019–20 | Ліга Європи УЄФА             | Перший кваліфікаційний раунд | Білорусь   | Вітебськ                      | 2–0, 1–1        | 3–1            |
| 2019–20 | Ліга Європи УЄФА             | Другий кваліфікаційний раунд | Польща     | Легія                         | 0–1, 0–0        | 0–1            |
| 2020–21 | Ліга чемпіонів УЄФА          | Перший кваліфікаційний раунд | Норвегія   | Молде                         | 0–5             | 0–5            |
| 2020–21 | Ліга Європи УЄФА             | Другий кваліфікаційний раунд | Словаччина | Слован (Братислава)           | 1–1 (4–3 пен.)  | 1–1 (4–3 пен.) |
| 2020–21 | Ліга Європи УЄФА             | Третій кваліфікаційний раунд | Литва      | Судува                        | 2–0             | 2–0            |
| 2020–21 | Ліга Європи УЄФА             | Плей-оф раунд                | Румунія    | ЧФР (Клуж-Напока)             | 1–3             | 1–3            |
| 2021–22 | Ліга конференцій УЄФА        | Перший кваліфікаційний раунд | Вірменія   | Ноах                          | 0-1, 5-0        | 5-1            |
| 2021–22 | Ліга конференцій УЄФА        | Другий кваліфікаційний раунд | Україна    | Ворскла                       | 2-2, 3-2 (д.ч.) | 5-4            |